# Halyzia ichiyanagii
Halyzia ichiyanagii  (лат.) — вид божьих коровок из рода Halyzia, открытый в 2019 году. Образцы данного вида были обнаружены в Японии. Видовое название посвящено Такаси Итиянаги, специалисту по семейству чернотелок.

## Описание
Этот вид имеет узкую поясничную область надкрылий, в то время как галиция шестнадцатипятнистая имеет широкую поясничную область надкрылий. Гениталии самцов обоих видов одинаковы. Кроме того, этот вид напоминает особей, встречающихся в Восточной России и Китае, по простой форме надкрылий. У них пятна надкрылий сближены в продольном направлении, а у H. ichiyanagii пятна разделены.

### Самец
Тело крупное, 5,5—6,3 (5,5) мм длины, 4,4—4,6 (4,6) мм ширины. Цвет тела оранжево-коричневый; голова, боковая часть переднеспинки, мезэпимерон и метэпистерн буровато-белые; наружный край переднеспинки и надкрылий полупрозрачный, надкрылья с 8 буровато-белыми пятнами. Покровы голые. Голова скрыта переднеспинкой, плоская на диске, неглубоко выемчатая у места прикрепления усиков; проколы незаметны; наличник усеченный, не выемчатый, промежутки между глазами равны ширине верхней губы; глаз грубо и зернисто фасетирован, поперечный валик глаз широкий, расположен на дорсальной поверхности; усики 11-члениковые, длиннее ширины головы; скапус вздутый, удлиненный; педицеллум монолитный, меньше скапуса; жгутик нитевидный; булава слабопильчатая, состоит из трех члеников, последний членик удлиненно-овальный, жвалы раздвоены, по внешнему краю резко зазубренная; зазубрины направлены внутрь. Переднеспинка поперечная, сверху слабовыпуклая, шагренированная, густо и тонко пунктированная, по переднему краю слабовыемчатая; пунктировка более густая, чем у надкрылий; каждый угол закруглен; боковое поле слабо вогнутое. Надкрылья сверху слабовыпуклые, в тонкой пунктировке; сторона равномерно поясняется, за исключением более узкого каудального поля, плавно сужающегося к вершине. Эпиплевры надкрылий вогнуты внутрь без глубокого вдавления для приема кончика задней ноги. Эпиплевры переднеспинки слабовогнутые. Переднегрудь со слабыми килями по бокам переднегрудного отростка, не заходящими вглубь. Передний край среднегрудины слабо дуговидный. Заднегрудь выпуклая внизу на задней дуге. Голени тонкие, простые, без шпор на вершине; коготки с базальным квадратным отростком: отросток вдвое длиннее коготков. Первый внешний стернит со слабо вдавленными бедренными линиями, в 1.5 раза длиннее второго; шестой стернит на заднем крае выемчатый. Гениталии самца: вершина сифона с полупрозрачным длинным жгутиком и пигментированными короткими склеритами; наружный склерит короткий, внутренний склерит длинный, отогнутый, сифональная трубка сильно изогнута в основании, сифональная капсула отчетливая, наружная ветвь несколько крупнее внутренней.

### Самка
5,3-6,1 мм в длину; 3,9-4,7 мм в ширину. Очень похожа на самца. Шестой стернит слабо выражен, на вершине не выемчатый. Гениталии самки: сперматека в основании разветвлена, воронка отсутствует, проток между копулятивной сумкой и сперматекой не пигментирован.